# Station Świebodzice
Station Świebodzice is een spoorwegstation in de Poolse plaats Świebodzice.